# Cowal

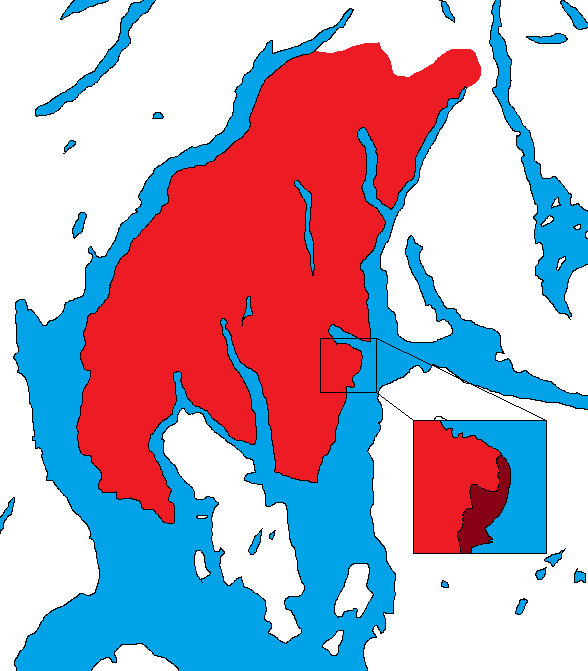
Localisation de Cowal en Argyll

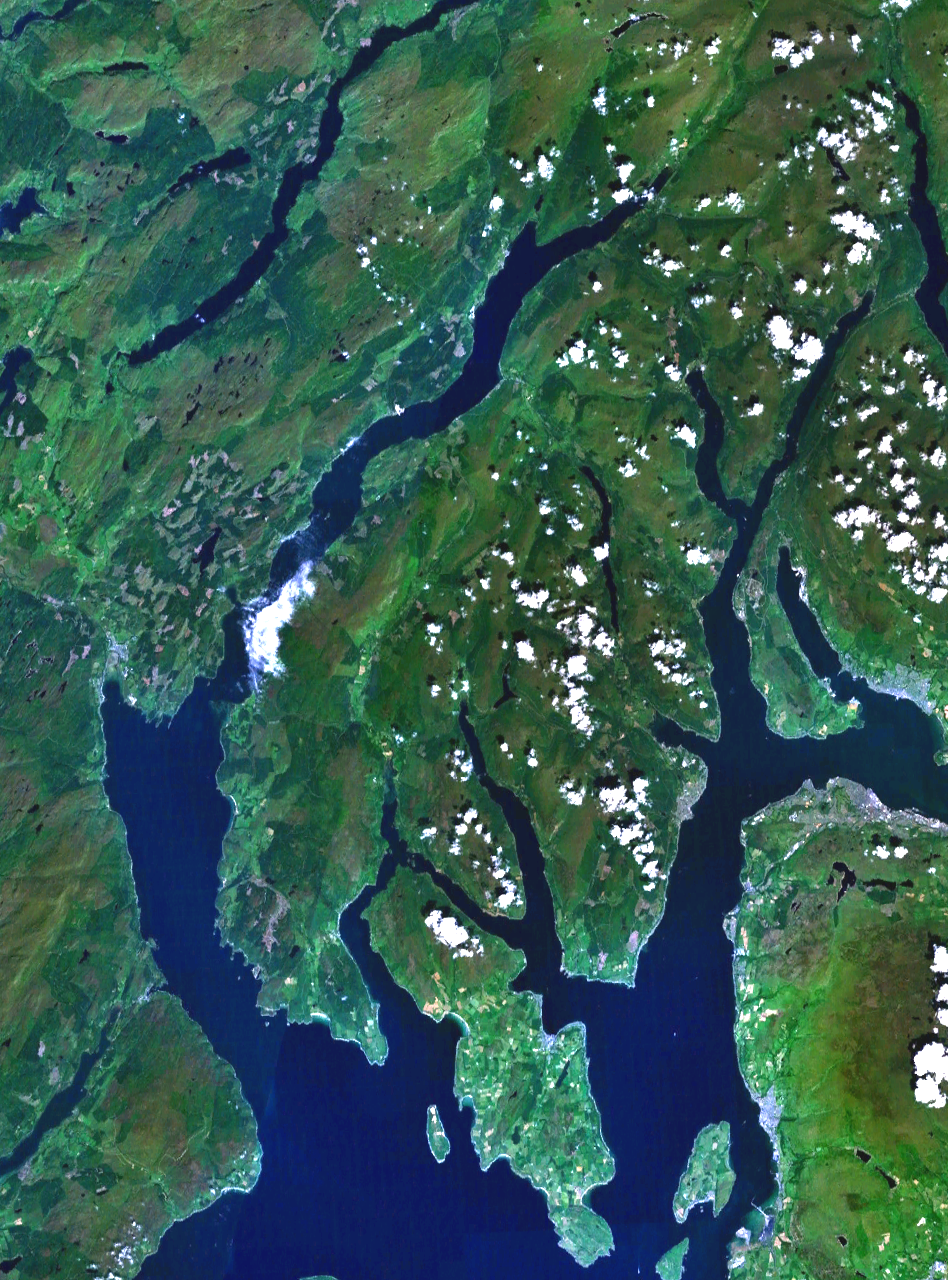
Photo satellite de Cowal

Cowal ('Còmhghall' en gaélique) est une péninsule en Argyll and Bute proche de la ligne de faille des Highlands qui traverse le territoire écossais.

## Description
La partie nord de Cowal est principalement constituée du Parc forestier d'Argyll. Cowal est séparé de la péninsule du Kintyre à l'ouest par Loch Fyne, et d'Inverclyde et North Ayrshire à l'est par le Firth of Clyde. Les lochs Long et Goil se trouvent au nord-est, et le sud de la péninsule est partagée en trois pointes par d'autres lochs, loch Striven et à son ouest loch Riddon. L'île de Bute se trouve au sud de Cowal, et en est séparée par l'étroit passage de Kyles of Bute qui relie la Clyde au loch Riddon.
La plupart du Cowal était autrefois détenue par le clan Lamont. Les querelles les opposant au Campbell voisins ont débouché sur les Covenanting Wars du XVIIe siècle.
Le seul burgh de Cowal est Dunoon au sud-est, d'où les ferrys embarquent pour Gourock dans l'Inverclyde. D'autres ferrys naviguent de Portavadie à l'ouest vers Tarbert dans le Kintyre, et de Colintraive au sud vers Rhubodach sur l'île de Bute.
Les Arrochar Alps et la péninsule d'Ardgoil forment la frange nord des lochs tandis que l'Argyll Forest Park s'étend sur les zones vallonnées et montagneuses du nord de Cowal, ce qui en fait l'une des zones les plus hautes d'Écosse.
Les villes et villages de Cowal sont:
Innellan, Toward, Castle Toward, Dunoon, Hunters Quay, Sandbank, Kilmun, Strone, Ardentinny, Blairmore dans la partie sud, faisant face aux lowlands à Inverclyde. Le château de Carrick, Lochgoilhead, Ardgartan, Arrochar, Rest and be Thankful, Succoth, Tarbet, Inveruglas, Ardlui, Cairndow, St Catherines au nord du Cowal dans les Arrochar Alps. Creggans, Strachur, Castle Lachlan, Otter Ferry, Kilfinan, Portavadie sont à l'est de Loch Fyne faisant face à Kintyre. Kames, Tighnabruaich, Colintraive, Glenstriven sont en Kyles of Bute.